# 路易吉·曼焦內
路易吉·尼古拉斯·曼焦內（音標：i/luˈiːdʒi ˌmændʒiˈoʊni/，發音重拼：loo-EE-jee MAN-jee-OH-nee；1998年5月6日—），是槍殺美國聯合健康保險執行長布萊恩·湯普森的嫌犯。曼焦內於2024年12月9日在賓夕凡尼亞州阿爾圖納被捕並首次出庭。放棄引渡權後，他於12月19日在紐約市聯邦法院出庭。12月23日，他在紐約州最高法院提堂，並對州法院的指控表示不認罪。他被以十一項州指控起訴，並面臨四項聯邦指控，其中包含一級謀殺、恐怖主義、非法持有武器及跟蹤罪等重罪。其中的聯邦持槍謀殺指控，讓他有可能面臨死刑，但聯邦檢察官尚未表明是否會尋求死刑。
曼焦內被捕後，網路上湧現對他的支持聲浪，甚至有人將他譽為民間英雄。這種支持與大眾普遍對醫療保險行業的不滿有關，特別是針對該行業中不公正的索賠拒付行為。此案也進一步激化要求醫療保險改革的呼聲。

## 生平

### 家族
路易吉·曼焦内於1998年出生於馬里蘭州陶森，來自一個具有意大利（尤其是西西里）血統的家族。他是凱瑟琳（娘家姓贊尼諾）與路易斯·曼焦內的兒子，曼焦內家族在馬里蘭州以房地產事業和慈善活動而聞名。路易吉·曼焦内的祖父尼古拉斯·曼焦内是一名企業家，在1977年創辦洛瑞恩健康服务公司，提供老年護理與生活輔助，堂兄尼諾·曼焦內是現任馬里蘭州眾議院代表，共和黨籍。曼焦内家族在埃利科特城有一處兼具水療與會議中心功能的會所，在巴爾的摩近郊還有一座鄉村俱樂部，家族旗下還有WCBM廣播電台。

### 教育
他曾就讀於巴爾的摩著名的男子私立中學吉爾曼學校，並於2016年以畢業生代表身份完成學業。在2016至2017年間，他在遊戲公司Firaxis Games實習，負責用戶介面設計。隨後，他入讀賓夕凡尼亞大學，2020年获得工学学士（计算机工程）和工学硕士（计算机与信息科学）学位。他的本科輔修專業數學，研究生课程則專注於人工智慧。

### 職業
2020年11月，他開始遠端為總部位於加利福尼亞州聖塔莫尼卡的汽車零售網站平台TrueCar擔任數據工程師。根據該公司消息，他於2023年離職。他最後的居住地位於夏威夷火奴魯魯。
就在曼焦內2024年7月前往東亞和東南亞旅行後不久，2024年11月，曼焦內的母親報告他失蹤，稱家人自7月以來便與他失聯。與此同時，曼焦內的社交媒體帳號自該年夏季起停止更新。他的母親因此聯繫舊金山警方，認為他仍在該地工作並受雇於TrueCar當地辦公室。

### 病歷
此外，曼焦內患有脊椎滑脫症和萊姆病，並於2023年7月接受脊椎融合手術。

## 布萊恩·湯普森遇刺案

### 背景
2024年12月4日，50歲的美國健康保險公司聯合健康保險執行長布萊恩·湯普森在紐約市曼哈頓中城遇害。槍擊案發生於清晨，地點為紐約市中心希爾頓酒店入口處。湯普森當時正在紐約參加母公司聯合健康集團舉辦的年度投資人會議。嫌疑人被描述為一名戴口罩的白人男子，事發後迅速逃逸。
調查顯示，嫌疑人戴著口罩，從亞特蘭大搭乘巴士前往紐約。現場彈殼和彈匣上刻有「拖延」（delay）、「拒絕」（deny）及「废除」（depose）字樣。這些字詞與保險業中「拖延、拒絕、辯護」（delay, deny, defend）的說法相似，暗指保險公司阻撓賠付的行為。嫌疑人可能已逃離紐約，有人在巴士站目擊其蹤影。該事件在社交媒體上引發熱議，許多人對湯普森、聯合健康集團和整個美國醫療保險體系表示不滿，甚至有人公開讚賞這宗槍擊案。據報導指，曼焦內並未購買過聯合健康保險的保險。

### 被捕
2024年12月9日，曼焦內在賓夕法凡亞州阿爾圖納市的一家麥當勞餐廳內被捕。警方根據一名認出他與紐約警方發佈的嫌疑人影像相符的顧客報警後行動。阿爾圖納距紐約市約280英里（450）在警方詢問是否近期造訪紐約時，曼焦內據稱「表現得異常緊張」。
警方表示，在搜查曼焦內時，發現一把3D打印的「幽靈槍」及與案件武器特徵相符的3D打印消音器。他還持有一張化名「馬克·羅薩里奧」（Mark Rosario）的偽造新澤西州駕照，與命案嫌疑人入住曼哈頓旅館時使用的姓名一致。此外，警方在他身上找到了一份三頁共262字的手寫文件，內容批評美國醫療體系，並將其形容為「宣言」。
曼焦內此前沒有犯罪記錄。

### 指控

#### 州級起訴
2024年12月9日，曼焦內在賓夕凡尼亞州布萊爾縣遭到多項指控，包括無證持槍、偽造證件、向執法部門提供虛假身分證明、持有犯罪工具。當天下午6點左右，他在布萊爾縣法院因槍械指控出庭受審，並接受紐約市警方的問訊。法官當場拒絕保釋。當他進入法院時，一名記者喊道：「路易吉，是你幹的嗎？」他對著聚集的媒體鏡頭大喊：
「（音頻不清晰）這完全脫離現實，是對美國人民智慧與生活經驗的侮辱！」
同日稍晚，他在曼哈頓被追加指控二級謀殺、三項非法持有武器罪以及偽造證件罪。隨後，他被送往賓夕凡尼亞州亨丁頓縣州立懲教所，該機構為位於亨丁頓縣的高安全級別州立監獄。
2024年12月17日，曼哈頓地方檢察官辦公室對曼焦內正式起訴11項罪名：
1. 一級謀殺（根據《2001年反恐法》，在恐怖主義行為中實施的謀殺[74]）
2. 涉恐罪行的二級謀殺（以謀殺形式構成的恐怖主義行為[74]）
3. 二級謀殺（故意殺人[74]）
4. 二級非法持有武器罪（持有裝填子彈的火器，並意圖非法使用）
5. 二級非法持有武器罪（攜帶未經許可的裝填火器）
6. 三級非法持有武器罪（持有紐約州定義的「突擊武器」）
7. 三級非法持有武器罪（消音器）
8. 三級非法持有武器罪（「格洛克手槍」彈匣）
9. 三級非法持有武器罪（「馬格普工業公司」彈匣）
10. 四級非法持有武器罪（幽靈槍）
11. 二級持有偽造證件罪（偽造身份證明）

12月23日，曼焦內在紐約最高法院出庭，並否認所有州級指控。

#### 聯邦起訴
2024年12月19日，曼焦內又被加控四項聯邦指控，包括跨州跟蹤、使用火器謀殺等。這些指控可能使他面臨死刑，但檢察官尚未表態是否尋求此判決：
1. 跟蹤罪（跨州行為，包括從喬治亞州前往紐約）（根據《美國法典》第18篇第2261A(1)(A)及22661(b)(1)條）
2. 跟蹤罪（利用手機和互聯網進行的跨州行為）（同上條款）
3. 使用火器進行謀殺罪（《美國法典》第18篇第924(j)條）
4. 火器犯罪（《美國法典》第18篇第924(c)(1)(A)(i)、(ii)、(iii)及(c)(1)(B)(ii)條）

他被引渡至紐約，目前羈押於布魯克林大都會拘留中心。
紐約南區檢察官指出，這些僅為指控，曼焦內仍被推定無罪，直至法院裁定。
2024年12月23日，曼吉奥内在听证会上提出无罪抗辩。
2025年4月1日，美国司法部长指示纽约曼哈顿代理联邦检察官寻求对曼吉奥内判处死刑。4月24日，检察官向法庭提交意向通知，寻求对曼吉奥内判处死刑。

### 輿論影響與法律抗辯
媒體猜測，醫療保險公司可能試圖影響檢察官，將此案作為「典範」，以警告其他可能的模仿者。
曼焦內的律師托馬斯·迪基表示，他將對所有指控進行無罪抗辯，並會抵制可能的跨州引渡至紐約州。此外，曼焦內於12月13日聘請前曼哈頓地方檢察官辦公室檢察官兼CNN法律分析師卡倫·弗里德曼·阿格尼菲洛，為其紐約案擔任辯護律師。十天後，曼焦內放棄引渡聽證權，乘飛機引渡至紐約。
支持者在GoFundMe上發起群眾募資，試圖為曼焦內籌措法律費用，但相關活動已被移除。不過，另一個在GiveSendGo平台上的募資活動仍然持續進行，截至2024年12月24日已籌集超過200,000美元。

### 獄友的支持
根據NewsNation的報導，記者阿什莉·班菲爾德和亞歷克斯·卡普拉里埃洛與亨丁頓縣州立懲教所內的一些囚犯從遠距離互動，這些囚犯似乎對曼焦內表示支持。

## 觀點

### 手寫文件
警方聲稱，在逮捕曼焦內時，從他身上找到了一份三頁的手寫文件，共計262字。根據紐約市警察局局長傑西卡·蒂施的說法，這份文件據稱表明曼焦內的「動機與心態」。文件中包含諸如「這些寄生蟲罪有應得」以及「我對造成的衝突或創傷深感抱歉，但這是必須做的事」等言論。文件內容批評醫療保險公司為「寄生蟲」，表達對企業貪婪與權力的不滿，並指出美國的醫療系統昂貴，儘管保險公司利潤不斷上升，但美國人的平均壽命卻未改善。
《KLIPNEWS》的記者肯·克里普斯坦是唯一一家刊登警方所稱完整文件的媒體。不過，紐約南區檢察官辦公室提交的訴狀中提到的部分內容，例如：「附註：你可以檢查序列號來證明這些資金均為自籌。我自己的ATM提款記錄。」並未出現在向媒體公開的文件版本中。

### 社群媒體
曼焦內曾在Goodreads上評論泰德·卡辛斯基（大學航空炸彈客）的《論工業社會及其未來》，認為卡辛斯基「應該為自己的罪行入獄」，同時批評其針對無辜者使用暴力。他寫道：「顯然由一位數學天才所寫，讀起來像是一系列關於21世紀生活品質問題的引理。」他還指出：「人們很容易將此作為瘋狂宣言一筆帶過，以避免直視其中提出的不安問題……但不可否認其對現代社會的預測相當準確。」該評論打出四顆星（滿分五顆），並引用一段據稱他從網路上找到的話：「『暴力解決不了問題』是懦夫與掠奪者的說辭。」以及「當所有其他溝通方式失效時，暴力是必要的生存手段」。
根據《商業內幕》報導指，曼焦內的社交媒體顯示，他對醫療領域感到失望，對醫生持懷疑態度，並認為他的世界觀受到某些右翼思想家的影響。他對祖·拜登和當勞·特朗普皆抱懷疑態度，但在2024年支持小羅伯特·甘迺迪參選總統。然而，《時代雜誌》指出，他的政治立場難以明確歸類為左派或右派。《旁觀者》認為他的觀點超越傳統左右派界限，而《雅各賓》則認為他的政治信仰是「多元化且難以歸類」。他的社交媒體展現對色情文化、多元文化計劃、出生率下降、覺醒主義、世俗化及基督教衰退等問題的關注，同時推崇傳統主義觀點。許多消息指出，他同時關注民主黨眾議員亞歷山德里婭·奧卡西奧-科爾特斯和小羅伯特·甘迺迪等人，被形容為「政治上難以歸類」和顯示其「反建制」的政治立場。
曼焦內的宗教觀偏向世俗與科學取向，但他基於進化論支持宗教的作用，反對新無神論，並對日本傳統宗教神道教表現出濃厚興趣。
極端主義專家羅伯特·埃文斯形容曼焦內與一個被鬆散定義為「灰色部落」或「理性主義運動」的在線次文化相關。埃文斯描述該群體的成員為「自認為具有知性與開放思維，專注於克服自身的認知偏見。他們的資訊來源刻意多樣化，引用來自不同領域的深奧理念，經常是系統思考者，並以將社會問題歸因於複雜的激勵與機構交互作用，而非個體邪惡為傲」。

## 公眾形象
湯普森被槍殺後，嫌疑人在許多社交媒體用戶眼中成為「民間英雄」。紐約市的華盛頓廣場公園及佛羅里達大學甚至舉辦多場模仿曼焦內的「撞臉比賽」。
曼焦內被捕後，他在社交媒體上得到了廣泛支持與讚譽。自他的身份在X／Twitter平台曝光後，原本被刪除的X／Twitter帳號也迅速恢復；追隨者數量激增至超過46萬人，一名冒充他的YouTube用戶帳號則在獲得大量點擊後被刪除。根據「網絡傳染研究機構」的數據，「#FreeLuigi」標籤的變體在他被捕後於 X 平台上被分享超過五萬次。曼焦內所獲的支持反映公眾對醫療保險業的企業壟斷以及被認為不公正的索賠拒絕行為之不滿。此案件進一步激發對醫療保險改革的呼聲。
網路上流傳著曼焦內被描繪成羅馬天主教聖人的圖像。支持曼焦內的周邊商品曾在Etsy和Amazon上架，但很快遭下架
。據報導指，部分商品因來自聯合健康集團的版權與DMCA侵權申請而被移除。另有用戶分享曼焦內的獄中賬戶信息，鼓勵捐款以幫助他在監獄小賣部購買「零食、飲料與平板電腦」等物品。《獨立報》指出，他在賓夕凡尼亞州拘留期間共收到超過100封信件。
曼焦內因其出眾的外貌而受到廣泛關注，《時代雜誌》記者卡拉·阿萊莫表示，他已成為「某種程度上的性感象徵」。12月23日，曼焦內在曼哈頓法庭出庭後，他所穿的酒紅色毛衣引發X／Twitter和Threads熱議，許多用戶最初誤認該毛衣來自Maison Margiela品牌。隨後經確認，這件毛衣實為諾德斯特龍百貨公司出品的「可水洗美麗諾羊毛圓領毛衣」，並被網友戲稱為「曼焦內美麗諾」。該款毛衣迅速在市場上售罄。一名刑事司法教授在接受《女裝日報》採訪時提到曼焦內的網絡熱度時指出：「曼焦內的案例讓我們看到，他迅速成為民間英雄，同時也是一名時尚的民間英雄。」

### 遊街示眾
12月19日，曼焦內從賓夕凡尼亞州押解至紐約期間，執法人員進行一場備受關注的「遊街示眾」。在這場示眾中，他被大批全副武裝的執法人員押送，紐約市長艾瑞克·亞當斯也親自出席。史丹福法學院教授羅伯特‧韋斯伯格認為：「聯邦調查局和紐約地方檢察官辦公室本有可能以更低調的方式轉移曼焦內，但他們選擇公開示眾。」一些法律專家則批評此舉為「明顯且不必要的自我宣傳」。耶魯法學院的豪爾赫·卡馬喬指出：「在曼焦內這樣的案件中，嫌疑人因為大眾對醫療保險公司的不滿而獲得部分同情，此類做法可能會適得其反。」
社交媒體上，許多用戶分享迷因，將曼焦內的「遊街示眾」比作耶穌受難、超人電影的橋段，甚至是文藝復興時期的畫作。
12月23日，曼焦內於紐約法庭對州級指控表達不認罪。他的辯護律師阿格尼菲洛在庭上指責紐約市長亞當斯策劃這場「不必要且政治化的遊街示眾」，並批評此舉可能妨礙曼焦內獲得公平審判。她補充：「作為市長，亞當斯應該更清楚無罪推定的重要性。」她進一步指出，亞當斯的行為可能是為了轉移外界對他自身正面臨指控的注意力。

### 民調
《經濟學人》／YouGov在12月15日至17日期間調查了1553名美國成年公民，結果顯示，43%的受訪者對曼焦內抱持「偏負面或非常負面」的看法，21%表示「偏正面或非常正面」，另有37%表示不確定。在18至29歲的年輕族群中，曼焦內的支持率最高，正面評價以39%比29%略勝負面評價，而在極自由派的受訪者中，支持率更高達47%比31%。相對而言，65歲以上的年長者（65%對5%）及極保守的受訪者（62%對8%）對曼焦內最不支持。
戰略政治中心的一項線上民調於12月11日對455名美國成年人進行調查，發現「61%的受訪者對曼焦內持強烈或偏負面的看法」，19%表示正面或偏正面，21%則未表態。調查指出，年齡對看法影響顯著，45歲以下受訪者對曼焦內的評價比45歲以上者更為正面。同時，男性受訪者比女性更傾向支持曼焦內，黑人與西班牙裔受訪者的支持率也高於白人。調查進一步指出，年輕人對曼焦內的看法「遠比他們對湯普森及聯合健康保險的看法更正面」。
CloudResearch於12月19日進行一項基於人工智能的調查，樣本數達6000名美國成年人，結果顯示，約四分之一的受訪者對曼焦內抱有同情。

### 流行文化
曼焦內多次出現在美國深夜喜劇節目《週六夜現場》第50季的短劇中。喜劇演員克里斯·洛克在節目開場的獨白中幽默提及曼焦內被捕一事；另一個短劇中，莎拉·謝爾曼飾演的南希·格雷斯對曼焦內在網路上的支持聲浪表示震驚，並採訪由凱南·湯普森飾演的一名賓州麥當勞的常客，以及艾米爾·瓦基姆飾演的一位與曼焦內長相相似的人。在節目〈週末更新〉的環節中，主播科林·約斯特與麥可·切針對曼焦內被引渡至紐約市發表評論，當約斯特提到曼焦內的名字時，觀眾席突如其來的歡呼讓他感到意外。約斯特的反應在社交媒體上引發不同的看法。皮爾斯·摩根、史蒂芬·米勒與珍妮弗·塞伊也批評《週六夜現場》的觀眾對此事的反應。
據《Vulture》報導，有關曼焦內的紀錄片正在籌備中，其中一部由艾力士·吉伯尼與Anonymous Content合作製作，另一部則由史蒂芬·羅伯特·摩爾斯製作。此外，ABC於2024年12月19日播出特別版新聞紀錄片《大追捕：路易吉·曼焦內與CEO謀殺案》作為其《20/20》節目的一部分。